# ATP World Tour Finals 2010
Les ATP World Tour Finals 2010, également appelés Masters 2010 dans le langage courant, sont la 41e édition du Masters de tennis masculin, qui réunit les huit meilleurs joueurs disponibles en fin de saison ATP en simple. Les huit meilleures équipes de double sont également réunies pour la 36e fois.
La compétition se déroule à l'O2 Arena de Londres.

## Simple

### Faits marquants
- Le tenant du titre, Nikolay Davydenko ne participe pas, son absence étant néanmoins justifiée et due en partie voire totalité à la baisse de résultats connus sur la saison, marquée également par des blessures. C'est la toute première fois dans toute l'histoire du masters que cela arrive pour cette raison précise, il ne figure même pas parmi les remplaçants potentiels.
- Avant le Masters, tous les joueurs se sont déjà rencontrés et battus au moins 1 fois, sauf Ferrer qui n'a jamais battu Federer en 10 confrontations.
- Seul Tomáš Berdych participe à son premier Masters.
- Roger Federer reçoit lors du tournoi le prix Favori des Fans pour la huitième année consécutive en surclassant d'une courte tête Rafael Nadal par 47 % des voix contre 42 %[1],[2] (votes des internautes).
- Rafael Nadal reçoit quant à lui le prix Stefan Edberg Sportsmanship Award du joueur le plus intègre, fair-play et professionnel (vote des joueurs), ainsi que le prix du Joueur de l'année (ATP).

### Participants
| Classement ATP | Ordre de qualification | Participant Masters | Joueur            | Résultat  |
| -------------- | ---------------------- | ------------------- | ----------------- | --------- |
| 1              | 1                      | 1                   | Rafael Nadal      | Finale    |
| 2              | 2                      | 2                   | Roger Federer     | Vainqueur |
| 3              | 3                      | 3                   | Novak Djokovic    | 1/2       |
| 4              | 5                      | 4                   | Robin Söderling   | Poules    |
| 5              | 4                      | 5                   | Andy Murray       | 1/2       |
| 6              | 6                      | 6                   | Tomáš Berdych     | Poules    |
| 7              | 7                      | 7                   | David Ferrer      | Poules    |
| 8              | 8                      | 8                   | Andy Roddick      | Poules    |
| 9              | 9                      | remplaçant 1        | Fernando Verdasco | -         |
| 10             | 10                     | remplaçant 2        | Mikhail Youzhny   | -         |

### Confrontations avant le Masters
| Joueur          | Nadal | Federer | Djokovic | Söderling | Murray | Berdych | Ferrer | Roddick | % Victoire   |
| --------------- | ----- | ------- | -------- | --------- | ------ | ------- | ------ | ------- | ------------ |
| Rafael Nadal    |       | 14-7    | 15-7     | 5-2       | 8-4    | 8-3     | 11-3   | 5-3     | 66-29 (69 %) |
| Roger Federer   | 7-14  |         | 12-6     | 14-1      | 5-8    | 9-3     | 10-0   | 20-2    | 77-34 (69 %) |
| Novak Djokovic  | 7-15  | 6-12    |          | 5-1       | 4-3    | 3-1     | 5-4    | 2-5     | 32-41 (44 %) |
| Robin Söderling | 2-5   | 1-14    | 1-5      |           | 2-2    | 6-3     | 8-4    | 3-2     | 23-35 (40 %) |
| Andy Murray     | 4-8   | 8-5     | 3-4      | 2-2       |        | 1-2     | 1-3    | 6-3     | 25-27 (48 %) |
| Tomáš Berdych   | 3-8   | 3-9     | 1-3      | 3-6       | 2-1    |         | 2-5    | 2-6     | 16-38 (30 %) |
| David Ferrer    | 3-11  | 0-10    | 4-5      | 4-8       | 3-1    | 5-2     |        | 4-3     | 23-40 (37 %) |
| Andy Roddick    | 3-5   | 2-20    | 5-2      | 2-3       | 3-6    | 6-2     | 3-4    |         | 24-42 (36 %) |

### Phase de groupes

#### Groupe A
- Rafael Nadal (no 1)
- Novak Djokovic (no 3)
- Tomáš Berdych (no 6)
- Andy Roddick (no 8)

Résultats
| Jour              | Vainqueur      | Vaincu         | Score          | Durée      |
| ----------------- | -------------- | -------------- | -------------- | ---------- |
| lun. 22 nov. 15 h | Novak Djokovic | Tomáš Berdych  | 6-3, 6-3       | 1 h 28 min |
| lun. 22 nov. 21 h | Rafael Nadal   | Andy Roddick   | 3-6, 7-65, 6-4 | 2 h 34 min |
| mer. 24 nov. 15 h | Tomáš Berdych  | Andy Roddick   | 7-5, 6-3       | 1 h 25 min |
| mer. 24 nov. 21 h | Rafael Nadal   | Novak Djokovic | 7-5, 6-2       | 1 h 52 min |
| ven. 26 nov. 15 h | Rafael Nadal   | Tomáš Berdych  | 7-63, 6-1      | 1 h 54 min |
| ven. 26 nov. 21 h | Novak Djokovic | Andy Roddick   | 6-2, 6-3       | 1 h 06 min |

Classement
| Rang poule | Rang Masters | Rang mondial | Joueur         | Matchs G - P | Sets G - P | Jeux G - P    |
| ---------- | ------------ | ------------ | -------------- | ------------ | ---------- | ------------- |
| 1.         | 1.           | 1.           | Rafael Nadal   | 3 - 0        | 6 - 1 (+5) | 42 - 30 (+12) |
| 2.         | 3.           | 3.           | Novak Djokovic | 2 - 1        | 4 - 2 (+2) | 31 - 24 (+7)  |
| 3.         | 6.           | 6.           | Tomáš Berdych  | 1 - 2        | 2 - 4 (-2) | 26 - 33 (-7)  |
| 4.         | 8.           | 8.           | Andy Roddick   | 0 - 3        | 1 - 6 (-5) | 29 - 41 (-12) |

Faits marquants
- Un point litigieux vient entacher le troisième match de qualifications entre Rafael Nadal et Tomáš Berdych. Lors d'un échange, l'Espagnol lève la main persuadé que la balle de son adversaire est faute, mais le Hawk-Eye donne raison au Tchèque, et l'arbitre lui accorde logiquement le point. Mais Nadal estimant que le point devait être rejoué s'énerve contre Carlos Bernardes pendant plusieurs minutes. Le Tchèque déclarera en interview que la réaction de l'Espagnol était selon lui disproportionnée mais qu'il mérite malgré tout le prix du fair-play eu égard à son comportement vis-à-vis des autres joueurs. Il révèle d'ailleurs qu'il avait voté pour lui pour le prix Stefan Edberg Sportsmanship Award aux dépens de Roger Federer[3].

#### Groupe B
- Roger Federer (no 2)
- Robin Söderling (no 4)
- Andy Murray (no 5)
- David Ferrer (no 7)

Résultats
| Jour              | Vainqueur       | Vaincu          | Score     | Durée      |
| ----------------- | --------------- | --------------- | --------- | ---------- |
| dim. 21 nov. 15 h | Andy Murray     | Robin Söderling | 6-2, 6-4  | 1 h 19 min |
| dim. 21 nov. 21 h | Roger Federer   | David Ferrer    | 6-1, 6-4  | 1 h 27 min |
| mar. 23 nov. 15 h | Roger Federer   | Andy Murray     | 6-4, 6-2  | 1 h 16 min |
| mar. 23 nov. 21 h | Robin Söderling | David Ferrer    | 7-5, 7-5  | 1 h 41 min |
| jeu. 25 nov. 15 h | Roger Federer   | Robin Söderling | 7-65, 6-3 | 1 h 28 min |
| jeu. 25 nov. 21 h | Andy Murray     | David Ferrer    | 6-2, 6-2  | 1 h 09 min |

Classement
| Rang poule | Rang Masters | Rang mondial | Joueur          | Matchs G - P | Sets G - P | Jeux G - P    |
| ---------- | ------------ | ------------ | --------------- | ------------ | ---------- | ------------- |
| 1.         | 2.           | 2.           | Roger Federer   | 3 - 0        | 6 - 0 (+6) | 37 - 20 (+17) |
| 2.         | 5.           | 5.           | Andy Murray     | 2 - 1        | 4 - 2 (+2) | 30 - 22 (+8)  |
| 3.         | 4.           | 4.           | Robin Söderling | 1 - 2        | 2 - 4 (-2) | 29 - 35 (-6)  |
| 4.         | 7.           | 7.           | David Ferrer    | 0 - 3        | 0 - 6 (-6) | 19 - 38 (-19) |

Faits marquants
- Roger Federer se qualifie pour les demi-finales sans avoir perdu préalablement le moindre set.
- À l'inverse, l'Espagnol David Ferrer quitte la compétition sans avoir remporté une seule manche en trois rencontres.

### Phase finale
|  |                                  |                                  |            |            |            |                                  |                                  |               |            |            |        |        |
|  | 1/2 finale                       | 1/2 finale                       | 1/2 finale | 1/2 finale | 1/2 finale |                                  |                                  | Finale        | Finale     | Finale     | Finale | Finale |
|  | 27 novembre 2010 à 15 h 15 UTC+1 | 27 novembre 2010 à 15 h 15 UTC+1 | 3 h 11 min | 3 h 11 min | 3 h 11 min |                                  |                                  |               |            |            |        |        |
|  | 27 novembre 2010 à 15 h 15 UTC+1 | 27 novembre 2010 à 15 h 15 UTC+1 | 3 h 11 min | 3 h 11 min | 3 h 11 min |                                  |                                  |               |            |            |        |        |
|  | Rafael Nadal                     | (1)                              | 7          | 3          | 7          |                                  |                                  |               |            |            |        |        |
|  | Rafael Nadal                     | (1)                              | 7          | 3          | 7          | 28 novembre 2010 à 18 h 45 UTC+1 | 28 novembre 2010 à 18 h 45 UTC+1 | 1 h 37 min    | 1 h 37 min | 1 h 37 min |        |        |
|  | Andy Murray                      | (5)                              | 65         | 6          | 6          | 28 novembre 2010 à 18 h 45 UTC+1 | 28 novembre 2010 à 18 h 45 UTC+1 | 1 h 37 min    | 1 h 37 min | 1 h 37 min |        |        |
|  | Andy Murray                      | (5)                              | 65         | 6          | 6          | Rafael Nadal                     | (1)                              | 3             | 6          | 1          |        |        |
|  | 27 novembre 2010 à 21 h 45 UTC+1 | 27 novembre 2010 à 21 h 45 UTC+1 | 1 h 20 min | 1 h 20 min | 1 h 20 min | Rafael Nadal                     | (1)                              | 3             | 6          | 1          |        |        |
|  | 27 novembre 2010 à 21 h 45 UTC+1 | 27 novembre 2010 à 21 h 45 UTC+1 | 1 h 20 min | 1 h 20 min | 1 h 20 min |                                  |                                  | Roger Federer | (2)        | 6          | 3      | 6      |
|  | Novak Djokovic                   | (3)                              | 1          | 4          |            |                                  |                                  | Roger Federer | (2)        | 6          | 3      | 6      |
|  | Novak Djokovic                   | (3)                              | 1          | 4          |            |                                  |                                  |               |            |            |        |        |
|  | Roger Federer                    | (2)                              | 6          | 6          |            |                                  |                                  |               |            |            |        |        |
|  | Roger Federer                    | (2)                              | 6          | 6          |            |                                  |                                  |               |            |            |        |        |

Faits marquants
- Rafael Nadal se qualifie pour sa première finale d'ATP World Tour Finals.
- Avant la finale, Rafael Nadal a joué au total 4 heures de plus que Roger Federer durant la compétition.
- Roger Federer remporte son cinquième Masters (après ses victoires en 2003, 2004, 2006 et 2007) et égale le record de Pete Sampras et Ivan Lendl.

### Classement final
| Résultat | Résultat       | Rang Masters | Rang mondial | Joueur          | Matchs G - P | Sets G - P  | Jeux G - P    | Points gagnés | Nouveau rang |
| -------- | -------------- | ------------ | ------------ | --------------- | ------------ | ----------- | ------------- | ------------- | ------------ |
| 1        | Vainqueur      | 2.           | 2.           | Roger Federer   | 5 - 0        | 10 - 1 (+9) | 64 - 35 (+29) | 1500          | 2 (0)        |
| 2        | Finaliste      | 1.           | 1.           | Rafael Nadal    | 4 - 1        | 9 - 4 (+5)  | 69 - 63 (+6)  | 1000          | 1 (0)        |
| 3        | Demi-finaliste | 5.           | 5.           | Andy Murray     | 2 - 2        | 5 - 4 (+1)  | 48 - 39 (+9)  | 400           | 4 (+1)       |
| 4        | Demi-finaliste | 3.           | 3.           | Novak Djokovic  | 2 - 2        | 4 - 4 (0)   | 36 - 36 (0)   | 400           | 3 (0)        |
| 5        | Poule          | 4.           | 4.           | Robin Söderling | 1 - 2        | 2 - 4 (-2)  | 29 - 35 (-6)  | 200           | 5 (-1)       |
| 6        | Poule          | 6.           | 6.           | Tomáš Berdych   | 1 - 2        | 2 - 4 (-2)  | 26 - 33 (-7)  | 200           | 6 (0)        |
| 7        | Poule          | 8.           | 8.           | Andy Roddick    | 0 - 3        | 1 - 6 (-5)  | 29 - 41 (-12) | 0             | 8 (0)        |
| 8        | Poule          | 7.           | 7.           | David Ferrer    | 0 - 3        | 0 - 6 (-6)  | 19 - 38 (-19) | 0             | 7 (0)        |

Barème points ATP : 200 pour chaque victoire de poule + 400 pour les finalistes + 500 pour le vainqueur du Masters, soit un maximum de 1500 points.

## Double

### Participants
| Classement ATP | Ordre de qualification | Classement Masters | Équipe                               |
| -------------- | ---------------------- | ------------------ | ------------------------------------ |
| 1              | 1                      | 1                  | Bob Bryan Mike Bryan                 |
| 2              | 2                      | 2                  | Daniel Nestor Nenad Zimonjić         |
| 3              | 6                      | 3                  | Mahesh Bhupathi Max Mirnyi           |
| 4              | 4                      | 4                  | Lukáš Dlouhý Leander Paes            |
| 5              | 5                      | 5                  | Łukasz Kubot Oliver Marach           |
| 6              | 7                      | 6                  | Mariusz Fyrstenberg Marcin Matkowski |
| 7              | 8                      | 7                  | Wesley Moodie Dick Norman            |
| 12             | 3                      | 8                  | Jürgen Melzer Philipp Petzschner     |

### Phase de groupes

#### Groupe A
- Bob Bryan /  Mike Bryan (no 1)
- Lukáš Dlouhý /  Leander Paes (no 4)
- Mariusz Fyrstenberg /  Marcin Matkowski (no 6)
- Jürgen Melzer /  Philipp Petzschner (no 8)

Résultats
| Vainqueurs                           | Vaincus                          | Score             |
| Bob Bryan Mike Bryan                 | Jürgen Melzer Philipp Petzschner | 6-3, 7-5          |
| Mariusz Fyrstenberg Marcin Matkowski | Lukáš Dlouhý Leander Paes        | 6-3, 7-63         |
| Jürgen Melzer Philipp Petzschner     | Lukáš Dlouhý Leander Paes        | 7-69, 4-6, [10-8] |
| Mariusz Fyrstenberg Marcin Matkowski | Bob Bryan Mike Bryan             | 2-6, 7-64, [10-8] |
| Bob Bryan Mike Bryan                 | Lukáš Dlouhý Leander Paes        | 6-3, 6-4          |
| Mariusz Fyrstenberg Marcin Matkowski | Jürgen Melzer Philipp Petzschner | 6-3, 7-67         |

Classement
| #  | Rang | Équipe                               | Matchs G - P | Sets G - P | Jeux G - P    |
| -- | ---- | ------------------------------------ | ------------ | ---------- | ------------- |
| 1. | 6    | Mariusz Fyrstenberg Marcin Matkowski | 3 - 0        | 6 - 1 (+5) | 36 - 30 (+6)  |
| 2. | 1    | Bob Bryan Mike Bryan                 | 2 - 1        | 5 - 2 (+3) | 37 - 25 (+12) |
| 3. | 8    | Jürgen Melzer Philipp Petzschner     | 1 - 2        | 2 - 5 (-3) | 29 - 38 (-9)  |
| 4. | 4    | Lukáš Dlouhý Leander Paes            | 0 - 3        | 1 - 6 (-5) | 28 - 37 (-9)  |

#### Groupe B
- Daniel Nestor /  Nenad Zimonjić (no 2)
- Mahesh Bhupathi /  Max Mirnyi (no 3)
- Łukasz Kubot /  Oliver Marach (no 5)
- Wesley Moodie /  Dick Norman (no 7)

Résultats
| Vainqueurs                   | Vaincus                      | Score            |
| Daniel Nestor Nenad Zimonjić | Wesley Moodie Dick Norman    | 6-1, 6-2         |
| Mahesh Bhupathi Max Mirnyi   | Łukasz Kubot Oliver Marach   | 7-62, 6-4        |
| Wesley Moodie Dick Norman    | Łukasz Kubot Oliver Marach   | 6-1, 6-3         |
| Daniel Nestor Nenad Zimonjić | Mahesh Bhupathi Max Mirnyi   | 7-65, 7-61       |
| Łukasz Kubot Oliver Marach   | Daniel Nestor Nenad Zimonjić | 6-0, 1-6, [10-6] |
| Mahesh Bhupathi Max Mirnyi   | Wesley Moodie Dick Norman    | 6-4, 6-4         |

Classement
| #  | Rang | Équipe                       | Matchs G - P | Sets G - P | Jeux G - P   |
| -- | ---- | ---------------------------- | ------------ | ---------- | ------------ |
| 1. | 2    | Daniel Nestor Nenad Zimonjić | 2 - 1        | 5 - 2 (+3) | 32 - 23 (+9) |
| 2. | 3    | Mahesh Bhupathi Max Mirnyi   | 2 - 1        | 4 - 2 (+2) | 37 - 32 (+5) |
| 3. | 7    | Wesley Moodie Dick Norman    | 1 - 2        | 2 - 4 (-2) | 23 - 28 (-5) |
| 4. | 5    | Łukasz Kubot Oliver Marach   | 1 - 2        | 2 - 5 (-3) | 22 - 31 (-9) |

### Phase finale
|  |                                      |            |                              |            |                            |     |   |        |        |        |        |        |
|  | 1/2 finale                           | 1/2 finale | 1/2 finale                   | 1/2 finale | 1/2 finale                 |     |   | Finale | Finale | Finale | Finale | Finale |
|  |                                      |            |                              |            |                            |     |   |        |        |        |        |        |
|  |                                      |            |                              |            |                            |     |   |        |        |        |        |        |
|  | Mariusz Fyrstenberg Marcin Matkowski | (6)        | 4                            | 4          |                            |     |   |        |        |        |        |        |
|  | Mariusz Fyrstenberg Marcin Matkowski | (6)        | 4                            | 4          |                            |     |   |        |        |        |        |        |
|  | Mahesh Bhupathi Max Mirnyi           | (3)        | 6                            | 6          |                            |     |   |        |        |        |        |        |
|  | Mahesh Bhupathi Max Mirnyi           | (3)        | 6                            | 6          | Mahesh Bhupathi Max Mirnyi | (3) | 6 | 4      |        |        |        |        |
|  |                                      |            |                              |            |                            | (3) | 6 | 4      |        |        |        |        |
|  |                                      |            | Daniel Nestor Nenad Zimonjić | (2)        | 7                          | 6   |   |        |        |        |        |        |
|  | Bob Bryan Mike Bryan                 | (1)        | Daniel Nestor Nenad Zimonjić | (2)        | 7                          | 6   | 3 | 6      | 10     |        |        |        |
|  | Bob Bryan Mike Bryan                 | (1)        |                              |            |                            |     | 3 | 6      | 10     |        |        |        |
|  | Daniel Nestor Nenad Zimonjić         | (2)        | 6                            | 3          | 12                         |     |   |        |        |        |        |        |
|  | Daniel Nestor Nenad Zimonjić         | (2)        | 6                            | 3          | 12                         |     |   |        |        |        |        |        |